# Riesel Sieve
Riesel Sieve is een distributed computingproject dat probeert om het vermoeden van Riesel te bewijzen. Dit vermoeden luidt dat 509203 het kleinste rieselgetal is. Dit project draait gedeeltelijk onder het BOINC-platform. Een soortgelijk project is Seventeen or bust, dat naar sierpinskigetallen zoekt.

## Het bewijzen van de stelling
Om deze stelling te bewijzen moet bij iedere oneven k kleiner dan 509203 een n gezocht worden zodanig dat {\displaystyle k\cdot 2^{n}-1} een priemgetal is.  De priemgetallen bij deze k's zijn immens groot, het grootste gevonden priemgetal is {\displaystyle 275293\cdot 2^{2335007}-1}. Dit is een getal van 702913 cijfers.

## LLR
Voor het bewijzen van de primaliteit van getallen van de vorm {\displaystyle k\cdot 2^{n}-1} is een test ontwikkeld, de Lucas-Lehmer-Rieseltest. Deze is gebaseerd op de bestaande Lucas-Lehmertest voor mersennegetallen. Deze test kan voor ieder k-n paar bewijzen of het priem is. Maar om dit voor ieder paar te testen, zou veel te lang duren, daarom wordt ook gebruikgemaakt van de Proth sieve.

## Proth sieve
In plaats van het testen of een enkel k-n-paar priem of composiet is, kan je ook een factor tegen alle k-n-paren houden. Dit gebeurt door middel van de Proth sieve. Hierbij wordt een range van mogelijke factoren gedownload en vervolgens wordt getest of er een of meerdere paren zijn die een factor uit deze range hebben. Als dit zo is, kunnen deze paren geen priemgetal zijn en hoeft het dus niet meer door de LLR-test. Met deze zeef worden dus alleen negatieve resultaten gevonden (k-n-paren die composiet zijn) en kan men dus geen priemgetallen vinden. Een factor gevonden met de zeef is waardevoller dan een LLR-test, want binnen enkele milliseconden kan de factor worden geverifieerd, maar om een LLR-test te verifiëren moet hij helemaal opnieuw worden gedaan.

## BOINC
Het project draait niet meer zelfstandig. Het is overgenomen door het project PrimeGrid, waar je ook naar andere priemgetallen kunt zoeken. Je kan nog wel specifiek naar Rieselgetallen zoeken.

## Resultaten
Van de 101 mogelijke rieselkandidaten bij het begin van het project zijn er nog maar 66 over. Dit zijn de volgende getallen:
2293, 9221, 23669, 31859, 38473, 40597, 46663, 65531, 67117, 74699, 81041,
93839, 97139, 107347, 113983, 121889, 123547, 129007, 141941, 143047, 146561, 161669, 162941, 191249, 192971, 206039, 206231, 215443, 226153, 234343, 245561, 250027, 252191, 273809, 304207, 315929, 319511, 324011, 325123, 327671, 336839, 342847, 344759, 353159, 362609, 363343, 364903, 365159, 368411, 371893, 384539, 386801, 397027, 398023, 402539, 409753, 415267, 428639, 444637, 470173, 474491, 477583, 485557, 485767, 494743, 502573.
Er zijn tot nu toe 29 priemgetallen gevonden door dit project die 29 mogelijke k's hebben verwijderd.
| Gebruiker  | k      | n       | cijfers | datum      |
| ---------- | ------ | ------- | ------- | ---------- |
| Mackerel   | 469949 | 1649228 | 496472  | 2007-10-27 |
| Cipher     | 342673 | 2639439 | 794556  | 2007-04-24 |
| DarkStar   | 26773  | 2465343 | 742147  | 2006-11-30 |
| botXXX     | 275293 | 2335007 | 702913  | 2006-09-21 |
| bwhite     | 114487 | 2198389 | 661786  | 2006-05-23 |
| Auritania  | 196597 | 2178109 | 655681  | 2006-05-07 |
| maefly     | 450457 | 2307905 | 694754  | 2006-03-27 |
| mackerel   | 467917 | 1993429 | 600088  | 2005-12-24 |
| frmky      | 417643 | 1800787 | 542097  | 2005-10-04 |
| NeoLogic   | 357659 | 1779847 | 535793  | 2005-09-24 |
| tekno      | 110413 | 1591999 | 479244  | 2005-06-07 |
| Footmaster | 234847 | 1535589 | 462264  | 2005-05-07 |
| tekno      | 325627 | 1472117 | 443157  | 2005-04-04 |
| pvh        | 149797 | 1414137 | 425703  | 2005-03-13 |
| Rseffco    | 502541 | 1199930 | 361221  | 2004-12-21 |
| neologic   | 71009  | 1185112 | 356759  | 2004-12-06 |
| sean       | 350107 | 1144101 | 344414  | 2004-10-23 |
| footmaster | 500621 | 1138518 | 342734  | 2004-10-18 |
| Magnus     | 504613 | 1136459 | 342114  | 2004-10-16 |
| SISU       | 412717 | 1084409 | 326445  | 2004-08-24 |
| footmaster | 150847 | 1076441 | 324046  | 2004-08-14 |
| hemigrid   | 309817 | 901173  | 271286  | 2004-06-07 |
| mercutio   | 192089 | 1395688 | 420149  | 2004-05-09 |
| neologic   | 170591 | 866870  | 260959  | 2004-04-15 |
| mercutio   | 93997  | 864401  | 260216  | 2004-04-01 |
| neologic   | 460139 | 779536  | 234669  | 2004-03-26 |
| spooty     | 246299 | 752600  | 226561  | 2004-01-23 |
| cipher     | 279703 | 616235  | 185511  | 2004-01-06 |
| sean       | 261221 | 689422  | 207542  | 2003-12-22 |

Rieselsieve draait tegenwoordig onder PrimeGrid en ook daar zijn 8 priemgetallen gevonden:
| Gebruiker          | k      | n       | datum      |
| ------------------ | ------ | ------- | ---------- |
| Dmitry Domanov     | 162941 | 2993718 | 2012-02-02 |
| Jaakko Reinman     | 353159 | 4331116 | 2011-05-31 |
| Scott Brown        | 141941 | 4299438 | 2011-05-26 |
| Alexey Tarasov     | 415267 | 3771929 | 2011-05-08 |
| Jakub Luszczek     | 123547 | 3804809 | 2011-05-08 |
| Adrian Schori      | 65531  | 3629342 | 2011-04-05 |
| Brett Melvold      | 428639 | 3506452 | 2011-01-14 |
| Jonathan Pritchard | 191249 | 3417696 | 2010-11-21 |